# Biéna
Biéna est une commune rurale située dans le département de Faramana de la province du Houet dans la région du Hauts-Bassins au Burkina Faso.